# Tupirinna rosae
Tupirinna rosae är en spindelart som beskrevs av Alexandre B. Bonaldo 2000. Tupirinna rosae ingår i släktet Tupirinna och familjen flinkspindlar. Inga underarter finns listade i Catalogue of Life.